# Reizstrom
Der Begriff Reizstrom umfasst eine Reihe von Therapieformen der Elektrotherapie, bei denen Gleichstrom oder niederfrequente Wechselströme zur Muskelstimulation eingesetzt werden.
Reizströme wurden bereits um 1900 vom Physikochemiker Walther Nernst und Mitarbeitern wissenschaftlich untersucht.
Reizstromgeräte waren zu Beginn des 20. Jahrhunderts sehr populär und wurden zur Therapie aller möglichen Wehleiden beworben, z. B. sogar gegen Bettnässen. Heute beschränkt sich der therapeutische Nutzen auf nur noch wenige anerkannte Gebiete.
Meist dient ihr Einsatz der Schmerzlinderung, der Behandlung von Neuralgien, Durchblutungsstörungen oder orthopädischen Erkrankungen (Ischialgien, Sehnenscheidenentzündungen, Arthrosen etc.). Die wohl bekannteste Spezialform der Reizstromtherapie ist der Herzschrittmacher, der den Herzmuskel stimuliert.
Das Reizstrom-Verfahren ist auch unter dem Akronym TENS (transkutane elektrische Nervenstimulation) bekannt. Dabei werden biphasische Strom-Impulse mit Frequenzen von 1–100 Hz verwendet. TENS dient zur Elektroanalgesie (Schmerzverringerung).
Das Wirkprinzip der TENS ist die „Gate-Control-Theory“.
Auf dem Markt befinden sich zahlreiche, überwiegend einfache Reizstrom-Geräte, die zur Gewichtsreduktion und zum Muskelaufbau geeignet sein sollen. Dazu werden die Elektroden auf der Haut angebracht. Der Kontaktwiderstand zwischen Haut und Elektrode wird meist durch ein Gel verringert, wie es auch beim EKG verwendet wird. Die durch die Elektroden verabreichten elektrischen Impulse lösen Muskelkontraktionen aus. In der Regel lassen sich Stärke und Dauer der Impulse über Regler einstellen oder werden durch vorgegebene Trainingsprogramme bestimmt. Da plötzliche starke Impulse als störend bis unangenehm empfunden werden, arbeiten die Trainingsprogramme mit mehreren mittleren Impulsen in der Sekunde. Somit kann man die Geräte für das Krafttraining zur Erhöhung der Kraft-Ausdauer einsetzen und damit die Muskeln straffen.
Die Wirksamkeit des Verfahrens für den Muskelaufbau ist Gegenstand teils heftiger Debatten. Die wissenschaftlichen Untersuchungen zum Thema scheinen zu widersprüchlichen Ergebnissen zu gelangen. Relativ unstrittig scheint der Nutzen zur Vermeidung der Verkümmerung von Muskeln bei verletzungsbedingter Immobilität zu sein. Manche Studien scheinen zudem zu zeigen, dass moderne, professionelle Geräte für die Erhöhung der Muskelkraft und -ausdauer geeignet sind. Hersteller einfacher Geräte, die mit dem Versprechen auf einen Waschbrettbauch ohne Training vermarktet wurden, wurden dagegen von der amerikanischen Federal Trade Commission wegen der Haltlosigkeit dieser Versprechen verklagt.
Unstrittig ist des Weiteren, dass die Geräte nicht zum Abnehmen geeignet sind, weil nur einzelne Muskeln trainiert werden und daher der Energieverbrauch viel zu gering ist, um einen Gewichtsverlust herbeizuführen. Um eine Diät zu unterstützen, ist eher zu einem Ausdauertraining zu raten.
Grundsätzlich von der Verwendung abgeraten wird für Patienten mit Herzproblemen und für Träger von Herzschrittmachern, da die elektrischen Ströme gefährliche Wechselwirkungen mit Herz bzw. Schrittmacher zeigen können. Auch vor Gewebeschäden, hypertonen Krisen und Schädigungen des ungeborenen Kindes in der Schwangerschaft wird gewarnt.
Ein weiterer Anwendungsbereich ist die Verwendung der Reizstromtechnik im Bereich Erotik. Hier werden unterschiedlichste Gerätetypen zur erotischen Elektrostimulation verwendet.